# Принц Мохаммед (стадіон)
Стадіон принца Мохаммеда (араб. ستاد الأمير محمد) — футбольний стадіон із легкоатлетичними майданчиками у другому за величиною йорданському місті Ез-Зарка, яке межує зі столицею Амманом на північному сході. Стадіон вміщує 17 000 глядачів.

## Історія
Це було одне з чотирьох місць проведення чемпіонату світу з футболу серед жінок U-17 2016 року, загалом на стадіоні «Принц Мохаммед» зіграно шість матчів попереднього раунду. Відкритий у 1999 році, стадіон вміщував 11 402 глядачі під час чемпіонату світу з футболу серед жінок до 17 років 2016 року.